# Andrònic Paleòleg (fill de Manuel II)
Andrònic Paleòeg (en grec: Ανδρόνικος Παλαιολόγος; v. 1400– 4 març 1428) fou el darrer governant romà d'Orient de Tessalònica (1408-1423). El seu pare, l'emperador Manuel II Paleòleg li va concedir el títol de dèspota.

## Biografia
Andrònic era un dels fills de l'emperador romà d'Orient Manuel II Paleòleg i de la seva esposa Helena Dragaš. El seu avi matern era el príncep de Sèrbia Constantí Dragaš. Dos dels seus germans van ser emperadors: Joan VIII Paleòleg i Constantí XI Paleòleg i tres germans van ser governants de Morea: Teodor II Paleòleg, Demetri II Paleòleg i Tomàs Paleòleg.
De jove va superar la mateixa malaltia que havia matat el seu germà Constantí i dues germanes, però mai no es va recuperar totalment. Al llarg de la seva vida va tenir una salut feble i finalment va agafar la lepra. Quan només tenia vuit anys el seu pare li va concedir el títol de dèspota, que en aquell temps era un equivalent a príncep. Després el va enviar a Tessalònica a substituir el seu cosí Joan VII Paleòleg en el govern de la regió de Tessàlia. Com que era menor d'edat, durant els primers anys va estar sota la tutela del general Demetri Làscaris Leontares.
Quan el 1421, el seu germà Joan VIII Paleòleg va assumir temporalment el control del govern imperial, l'Imperi Romà d'Orient estava sotmès a la creixent hostilitat de l'Imperi Otomà. Constantinoble i Tessalònica van ser sotmeses a un llarg setge el 1422. Andrònic va iniciar maniobres diplomàtiques per lliurar la ciutat a la República de Venècia i l'ajudaven a fer fora els otomans. No tenia el suport de tota la població ni la dels membres de l'Església ortodoxa, que malfiaven del catolicisme dels venecians. Els venecians es van avenir a la proposta d'Andrònic i es van presentar amb un exèrcit que va prendre la Tessalònica el 1423. Aquest va ser el primer de diversos enfrontaments entre els venecians i els otomans, els quals van obtenir la victòria per al seu imperi el 1430.
Poc després de lliurar la ciutat als venecians, Andrònic, que tenia la seva malaltia molt avançada, va marxar a Constantinoble per ingressar com a monjo en el monestir del Pantocràtor. Allà va morir el 1429. Almenys va tenir dos fills. La darrera descendent seva va ser un besneta, anomenada Sofia Paleòloga, casada amb Giorgio Trasci, un cavaller de Coró.